# Campeonato Europeu de Futebol Sub-19 de 2016
O Campeonato Europeu de Futebol Sub-19 de 2016 foi a 15ª edição da competição organizada pela UEFA para jogadores com até 19 anos de idade. O evento  foi realizado na Alemanha de 11 a 24 de julho. 

## Regulamento
Na fase de grupos, as equipas são dividas em dois grupos de quatro equipas cada, passando as duas equipas mais bem classificadas às meias-finais, qualificando-se também para o Copa do Mundo FIFA Sub-20 de 2017. As duas equipas classificadas em 3º lugar irão disputar entre si a última vaga europeia de apuramento para o Campeonato Mundial.

## Eliminatórias
Além do país anfitrião, classificaram-se as seleções vencedoras dos 7 grupos da Ronda de Elite de Qualificação.

### Equipes classificadas
| País          | Método de qualificação | Melhor classificação              |
| ------------- | ---------------------- | --------------------------------- |
| Alemanha      | Anfitrião              | Campeão (2008 e 2014)             |
| Inglaterra    | Vencedor Grupo 1       | Vice-campeão (2005, 2009)         |
| Itália        | Vencedor Grupo 2       | Campeão (2003)                    |
| Áustria       | Vencedor Grupo 3       | Semi-finais (2003, 2006, 2014)    |
| Países Baixos | Vencedor Grupo 4       | Fase de grupos (2010, 2013, 2015) |
| Croácia       | Vencedor Grupo 5       | Semi-finais (2010)                |
| Portugal      | Vencedor Grupo 6       | Vice-campeão (2003, 2014)         |
| França        | Vencedor Grupo 7       | Campeão (2005 e 2010)             |

### Sorteio final
O sorteio final dos grupos foi no Mercedes-Benz Arena a 12 de abril de 2016.

## Sedes
Foram escolhidos dez estádios que irão realizar a competição
| Aalen                             | Aspach                                 | Heidenheim                                     | Mannheim                             | Reutlingen                                   |
| --------------------------------- | -------------------------------------- | ---------------------------------------------- | ------------------------------------ | -------------------------------------------- |
| Arena Aalen Capacidade: 14.500    | Sportpark Fautenhau Capacidade: 10.000 | Arena Heidenheim Capacidade: 15.000            | Carl-Benz-Stadion Capacidade: 27.000 | Stadion an der Kreuzeiche Capacidade: 15.228 |
| Scholz Arena                      | Mechatronik Arena                      | Voith-Arena                                    | Carl-Benz-Stadion                    | Stadion an der Kreuzeiche                    |
| Sinsheim                          | Stuttgart                              | Stuttgart                                      | Ulm                                  | Sandhausen                                   |
| Arena Sinsheim Capacidade: 30.150 | VfB Stuttgart Arena Capacidade: 54.812 | Gazi-Stadion auf der Waldau Capacidade: 11.490 | Donaustadion Capacidade: 19.500      | Hardtwaldstadion Capacidade: 15.300          |
| Wirsol Rhein-Neckar-Arena         | Mercedes-Benz Arena                    | Gazi-Stadion auf der Waldau                    | Donaustadion                         | Hardtwaldstadion                             |

## Árbitros
Seis árbitros, oito árbitros assistentes e dois quartos-árbitros.
| Árbitros - AZE Aliyar Aghayev - ESP Alejandro José Hernández Hernández - ROU Radu Marian Petrescu - ISR Roi Reinshreiber - BEL Bart Vertenten - UKR Anatoliy Zhabchenko | Árbitros assistentes - ALB Ridiger Çokaj - RUS Igor Demeshko - MNE Milutin Đukić - LTU Vladimir Gerasimovs - NOR Geir Oskar Isaksen - SCO Douglas Ross - ISL Birkir Sigurðarson - SVN Manuel Vidali | Quartos árbitros - MNE Nikola Dabanović - MLT Alan Mario Sant |

## Fase de grupos
|  | Equipes classificadas para a semifinal e para a Copa do Mundo Sub-20 de 2017       |
|  | Equipes classificadas o Play-off de apuramento para a Copa do Mundo Sub-20 de 2017 |
|  | Equipes eliminadas                                                                 |

Todas as partidas seguem o fuso horário da Alemanha (UTC+2)

### Grupo A
| Pos. | Seleção  | P | J | V | E | D | GP | GC | SG |
| ---- | -------- | - | - | - | - | - | -- | -- | -- |
| 1    | Portugal | 5 | 3 | 1 | 2 | 0 | 6  | 5  | +1 |
| 2    | Itália   | 5 | 3 | 1 | 2 | 0 | 3  | 2  | +1 |
| 3    | Alemanha | 3 | 3 | 1 | 0 | 2 | 7  | 6  | +1 |
| 4    | Áustria  | 2 | 3 | 0 | 2 | 1 | 2  | 5  | –3 |

| 11 de julho | Alemanha | 0 – 1     | Itália             | Mercedes-Benz Arena, Stuttgart                   |
| 12:00       |          | Relatório | Dimarco 78' (pen.) | Público: 54 689 Árbitro: ESP Alejandro Hernandez |

| 11 de julho | Portugal        | 1 – 1     | Áustria       | Mechatronik Arena, Aspach                    |
| 19:00       | Pedro Empis 53' | Relatório | Jakupović 10' | Público: 2 158 Árbitro: ISR Roi Reinshreiber |

| 14 de julho | Itália        | 1 – 1     | Áustria      | Stadion an der Kreuzeiche, Reutlingen      |
| 12:00       | Locatelli 24' | Relatório | Schlager 21' | Público: 5 279 Árbitro: AZE Aliyar Aghayev |

| 14 de julho | Alemanha                           | 3 – 4     | Portugal                                                            | Mechatronik Arena, Aspach                  |
| 19:30       | Ochs 12', 68' (pen.), 90+3' (pen.) | Relatório | Ankrah 37' · Gonçalo Rodrigues 48' · Alexandre Silva 70' · Buta 73' | Público: 7 250 Árbitro: BEL Bart Vertenten |

| 17 de julho | Áustria | 0 – 3     | Alemanha                             | Stadion an der Kreuzeiche, Reutlingen            |
| 19:30       |         | Relatório | Neumann 50' · Teuchert 52' · Gül 87' | Público: 13 328 Árbitro: UKR Anatolii Zhabchenko |

| 17 de julho | Itália             | 1 – 1     | Portugal | Gazi-Stadion auf der Waldau, Stuttgart    |
| 19:30       | Dimarco 15' (pen.) | Relatório | Buta 86' | Público: 5 270 Árbitro: ROU Radu Petrescu |

### Grupo B
| Pos. | Seleção       | P | J | V | E | D | GP | GC | SG |
| ---- | ------------- | - | - | - | - | - | -- | -- | -- |
| 1    | Inglaterra    | 9 | 3 | 3 | 0 | 0 | 6  | 3  | +3 |
| 2    | França        | 6 | 3 | 2 | 0 | 1 | 8  | 3  | +5 |
| 3    | Países Baixos | 3 | 3 | 1 | 0 | 2 | 5  | 8  | −3 |
| 4    | Croácia       | 0 | 3 | 0 | 0 | 3 | 2  | 7  | −5 |

| 12 de julho | Croácia     | 1 – 3     | Países Baixos                   | Donaustadion, Ulm                               |
| 12:00       | Brekalo 43' | Relatório | Bergwijn 17', 85' · Lammers 33' | Público: 6 150 Árbitro: UKR Anatoliy Zhabchenko |

| 12 de julho | França       | 1 – 2     | Inglaterra               | Voith-Arena, Heidenheim                          |
| 19:30       | Augustin 33' | Relatório | Michelin 3' · Solanke 9' | Público: 2 344 Árbitro: ROU Radu Marian Petrescu |

| 15 de julho | Países Baixos | 1 – 2     | Inglaterra                | Donaustadion, Ulm                            |
| 12:00       | Lammers 10'   | Relatório | Solanke 36' · Brown 90+2' | Público: 3 928 Árbitro: ISR Roi Reinshreiber |

| 15 de julho | Croácia | 0 – 2     | França                    | Städtisches Waldstadion, Aalen                  |
| 19:30       |         | Relatório | Augustin 37' · Mbappé 69' | Público: 3 696 Árbitro: ESP Alejandro Hernandez |

| 18 de julho | Inglaterra            | 2 – 1     | Croácia  | Voith-Arena, Heidenheim                    |
| 12:00       | Brown 4' · Anočić 10' | Relatório | Moro 58' | Público: 7 400 Árbitro: AZE Aliyar Aghayev |

| 18 de julho | Países Baixos    | 1 – 5     | França                                   | Städtisches Waldstadion, Aalen             |
| 12:00       | Nouri 36' (pen.) | Relatório | Mbappé 10', 63' · Augustin 29', 48', 75' | Público: 7 711 Árbitro: BEL Bart Vertenten |

## Fase final
|  | Semifinal              | Semifinal |   |  | Final                  | Final |  |
|  |                        |           |   |  |                        |       |  |
|  | 21 de Julho – Mannheim |           |   |  |                        |       |  |
|  | Portugal               | 1         |   |  |                        |       |  |
|  | França                 | 3         |   |  |                        |       |  |
|  |                        |           |   |  |                        |       |  |
|  |                        |           |   |  | 24 de Julho – Sinsheim |       |  |
|  |                        |           |   |  | França                 | 4     |  |
|  |                        | Itália    | 0 |  |                        |       |  |
|  |                        |           |   |  |                        |       |  |
|  |                        |           |   |  |                        |       |  |
|  |                        |           |   |  |                        |       |  |
|  | 21 de Julho – Mannheim |           |   |  |                        |       |  |
|  | Inglaterra             | 1         |   |  |                        |       |  |
|  | Itália                 | 2         |   |  |                        |       |  |

|  | Play-off      |       |
|  |               |       |
|  | Alemanha      | 3 (5) |
|  | Países Baixos | 3 (4) |

### Play-off de apuramento para a Copa do Mundo Sub-20
| 21 de julho | Alemanha                             | 3 – 3 (pro.) | Países Baixos                                  | Hardtwaldstadion, Sandhausen                    |
| 19:00       | Ochs 44' · Serdar 90+3' · Mehlem 96' | Relatório    | Nouri 81' · Van Der Heijden 88' · Lammers 111' | Público: 8 592 Árbitro: ESP Alejandro Hernandez |

|                                            |       | Penalidades                                 |  |
| Ochs Gül Mittelstädt Conde Gimber Henrichs | 5 – 4 | Verdonk Lammers Bergwijn Rosario Nouri Vlap |  |

### Semifinais
| 21 de julho | Inglaterra | 1 – 2     | Itália                  | Carl-Benz-Stadion, Manheim                   |
| 12:00       | Picchi 85' | Relatório | Dimarco 27' (pen.), 60' | Público: 7 412 Árbitro: ISR Roi Reinshreiber |

| 21 de julho | Portugal         | 1 – 3     | França                     | Carl-Benz-Stadion, Mannheim               |
| 17:00       | Pedro Pacheco 3' | Relatório | Blas 10' · Mbappé 67', 75' | Público: 2 665 Árbitro: ROU Radu Petrescu |

### Final
| 24 de julho | França                                            | 4 – 0     | Itália | Rhein-Neckar-Arena, Sinsheim                |
| 20:30       | Augustin 6' · Blas 19' · Tousart 82' · Diop 90+2' | Relatório |        | Público: 25 100 Árbitro: AZE Aliyar Aghayev |

## Premiação
| Campeonato Europeu Sub-19 2016 |
| ------------------------------ |
| FRANÇA Campeão (3º título)     |

| Jogador de Ouro         | Jogador de Ouro | Jogador de Ouro |
| ----------------------- | --------------- | --------------- |
| FRA Jean-Kévin Augustin |                 |                 |

### Equipe do torneio
| Posição    | Jogador             | Seleção       |
| ---------- | ------------------- | ------------- |
| Goleiros   | Pedro Silva         | Portugal      |
| Goleiros   | Alex Meret          | Itália        |
| Defensores | Phil Neumann        | Alemanha      |
| Defensores | Rúben Dias          | Portugal      |
| Defensores | Filippo Romagna     | Itália        |
| Defensores | Issa Diop           | França        |
| Defensores | Fikayo Tomori       | Inglaterra    |
| Defensores | Faitout Maouassa    | França        |
| Meias      | Xaver Schlager      | Áustria       |
| Meias      | Pedro Rodrigues     | Portugal      |
| Meias      | Abdelhak Nouri      | Países Baixos |
| Meias      | Lucas Tousart       | França        |
| Meias      | Amine Harit         | França        |
| Atacantes  | Jean-Kévin Augustin | França        |
| Atacantes  | Sam Lammers         | Países Baixos |
| Atacantes  | Buta                | Portugal      |
| Atacantes  | Kylian Mbappé       | França        |
| Atacantes  | Ludovic Blas        | França        |

Fonte:

## Estatísticas
Atualizado até 24 de julho de 2016

### Artilharia
6 gols (1)
- FRA Jean-Kévin Augustin

5 gols (1)
- FRA Kylian Mbappé

4 gols (2)
- GER Philipp Ochs
- ITA Federico Dimarco

3 gols (1)
- NED Sam Lammers

2 gols (6)
- ENG Isaiah Brown
- ENG Dominic Solanke
- FRA Ludovic Blas
- NED Steven Bergwijn
- NED Abdelhak Nouri
- POR Aurélio Buta

1 gol (18)
- AUT Arnel Jakupovic
- AUT Xaver Schlager
- CRO Josip Brekalo
- CRO Nikola Moro
- FRA Issa Diop
- FRA Lucas Tousart
- GER Gökhan Gül
- GER Marvin Mehlem
- GER Phil Neumann
- GER Suat Serdar
- GER Cedric Teuchert
- ITA Manuel Locatelli
- NED Dennis van der Heijden
- POR Asumah Abubakar
- POR Pedro Empis
- POR Pedro Pacheco
- POR Gonçalo Rodrigues
- POR Alexandre Silva

Gols contra (3)
- CRO Silvio Anočić (para a  Inglaterra)
- FRA Clément Michelin (para a  Inglaterra)
- ITA Alberto Picchi (para a  Inglaterra)